# Polveraia
Polveraia è una frazione del comune italiano di Scansano, nella provincia di Grosseto, in Toscana.

## Geografia fisica
Il paese di Polveraia è situato nell'estremità settentrionale del territorio comunale, nell'entroterra collinare della Maremma grossetana.

## Storia
La frazione nacque come corte del castello di Cotone, e fu subito un centro vitale di contadini e pastori. Nel XVIII secolo, con la caduta del castello, i suoi abitanti vi si trasferirono, tant'è che la sua popolazione aumentò sempre di più fino al secolo successivo. Divenne centro agricolo di discreta importanza nell'ambito territoriale, finché nel XIX secolo venne anch'esso quasi del tutto abbandonato. Oggi mantiene l'aspetto di un vecchio borgo, seppur poco abitato, ma con una propria storia e vecchie tradizioni, legate soprattutto alla produzione di olio d'oliva per cui è ancora conosciuto in ambito provinciale.

## Monumenti e luoghi d'interesse
- Chiesa di San Matteo, risalente al 1618, caratterizzata da semplici ed eleganti linee architettoniche, ad aula unica con cappella laterale. Nel 1993, la chiesa subì un furto che la depredò dei suoi dipinti e dei suoi arredi.
- Chiesa della Madonna delle Grazie, chiesetta di origini recenti, situata lungo la via principale del borgo.
- Antico frantoio oleario di Polveraia.

## Società

### Evoluzione demografica
Quella che segue è l'evoluzione demografica della frazione di Polveraia. Sono indicati gli abitanti dell'intera frazione e dove è possibile la cifra riferita al solo capoluogo di frazione. Dal 1991 sono contati da Istat solamente gli abitanti del centro abitato, non della frazione.
| Anno | Abitanti | Abitanti       |
| Anno | Frazione | Centro abitato |
| ---- | -------- | -------------- |
| 1745 | 137      | -              |
| 1833 | 302      | -              |
| 1845 | 334      | -              |
| 1921 | 897      | -              |
| 1931 | 893      | -              |
| 1961 | 393      | 195            |
| 1981 | 220      | 116            |
| 2001 | -        | 89             |
| 2011 | -        | 107            |

## Infrastrutture e trasporti
Il borgo di Polveraia è servito dalla strada provinciale 39, raggiungibile mediante una deviazione dalla ex strada statale 322 delle Collacchie.